# مسمارت
مسمارت (انگلیسی: Massmart) شرکت خرده‌فروشی در آفریقای جنوبی است، که در سال ۱۹۹۰ تأسیس شد.